# Vara tingsrätt
Vara tingsrätt var en tingsrätt i Västra Götalands län. Domsagan omfattade kommunerna Essunga, Grästorp, Vara och Larvs landskommun. Tingsrätten och dess domsaga ingick i domkretsen för Göta hovrätt. Tingsrätten hade kansli i Vara. År 1974 uppgick tingsrätten och domsagan i Lidköpings tingsrätt och domsaga.

## Administrativ historik
Vid tingsrättsreformen 1971 bildades denna tingsrätt i Vara ur Åse, Viste, Barne och Laske domsagas tingslag förutom delarna i Lidköpings kommun som överfördes till Lidköpings kommun och Lidköpings tingsrätt.
Domsaga omfattade kommunerna Essunga, Grästorp, Vara samt Larv. Vara tingsrätt och dess domsaga uppgick i Lidköpings tingsrätt och dess domsaga 1974.

## Lagman
- 1971–1973: Thord Granger